# 普尼庫特
49°42′25″N 23°8′23″E / 49.70694°N 23.13972°E
普尼庫特（烏克蘭語：Пнікут），是烏克蘭西部的村莊，隸屬利維夫州的亞沃里夫區。該村始建於1359年，面積2.04平方公里，海拔高度247米，2015年人口1,003，人口密度每平方公里540.24人。